# Телеграф
Телеграф (од стгрч.  = „далеко“ и  = „писати“) представља сваки уређај или систем за преношење порука на даљину помоћу посебног система сигнала. Техника преноса зове се телеграфија.

## Историја
Најстарији облици телеграфа су се појавиле још у древним царствима, када су коришћени ватрени и димни сигнали. 
Крајем 18. века, француски проналазач Клод Шап прави оптички телеграф који је уведен у употребу у Француској 1792. године. Врхунац употребе овај систем телеграфије је доживео током Наполеонових ратова. Систем је престао да се користи 1852. године услед развоја електричне телеграфије.
Године 1837. Семјуел Морзе је извео први успешан експеримент са електромагнетским телеграфом. На електромагнетски телеграф се данас и мисли када се говори телеграф. Као средство за преношење сигнала је коришћена бакарна жица.
У Србији, први електромагнетски телеграф је пуштен у рад 1855, након повезивања са Земуном, одакле су поруке раније преношене поштом или чамцем. Петорица телеграфиста су били постављени у Београду, Алексинцу и Крагујевцу. Прва порука директно из Беча у Београд је стигла 17. (29) марта 1855. Исте године је формирана и посебна пандурска служба за чување телеграфских стубова.
Од 1895. се за пренос сигнала почињу користити радио-таласи, а уређаји се називају радио-телеграфи.
У 20. веку се појављују телепринтери, односно телекс уређаји који телеграфске сигнале аутоматски конвертују у слова на папиру. Још касније се појављују телефото уређаји који уместо порука преносе слику. После њих су дошли телефакс уређаји.
Имејл и други системи за пренос порука преко интернета се такође могу убројати у телеграфске системе.

## Галерија
- Стона верзија телеграфа
- Морзеов телеграф из 1931, у употреби у Србији од 1855. године (ПТТ музеј у Београду)
- Пољски Морзеов телеграф
- Телеграф са клавијатуром
- Радио-телеграфски пријемник
- Телеграфски апарат - почетак 20 века
- Тастер Морзеовог апарата
- Телеграф Deckert & Homolka
- Бродски палубни телеграф
- Палубни телеграф и дозивач
- Палубни телеграфи Рикард Бенчић Ријека, 1960. година